# Economia degli irochesi

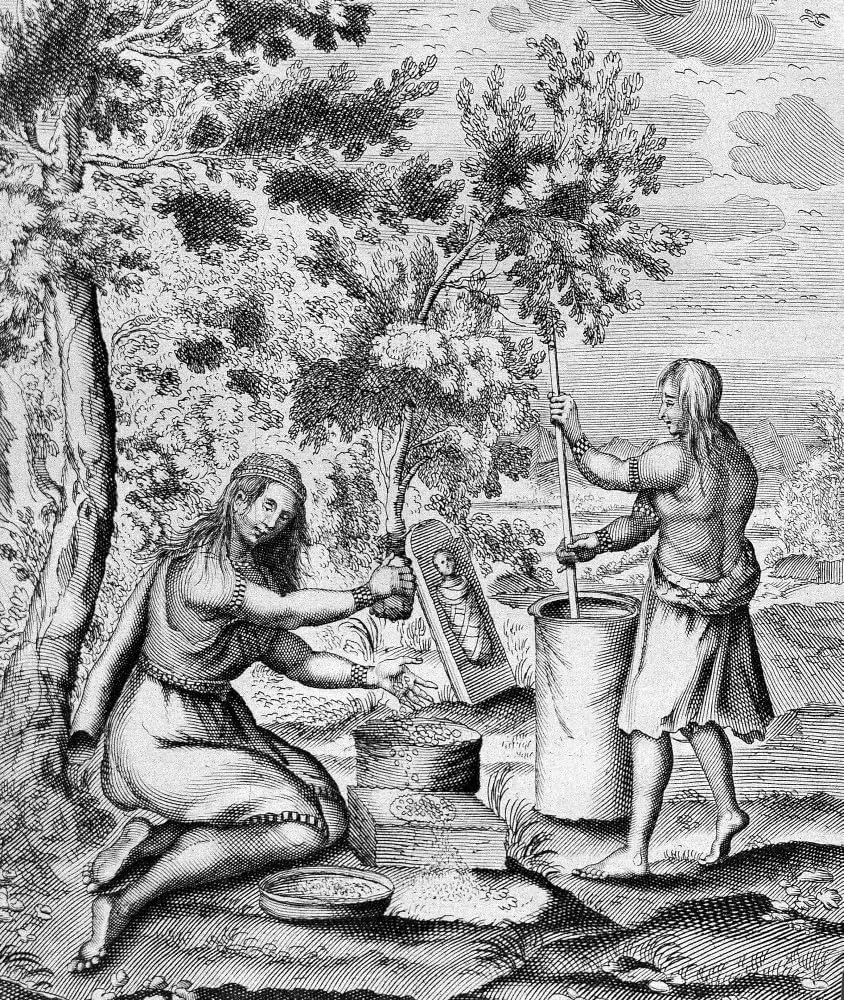
Donne irochesi al lavoro mentre macinano granturco o bacche secche (incisione del 1664)

L’economia degli irochesi (conosciuti anche come Haudenosaunee) si concentrava originariamente sulla produzione collettiva e su elementi misti di orticoltura e di caccia e raccolta. Le tribù della Confederazione irochese vivevano nella regione che ora include lo stato di New York e la regione dei Grandi Laghi insieme ad altri popoli, come gli Uroni, che parlavano una lingua simile. La Confederazione irochese era composta da cinque tribù differenti, una sesta si aggiunse più tardi, che si erano congiunte prima del contatto con gli europei. Sebbene non fossero irochesi, i popoli Uroni cadevano nello stesso gruppo linguistico dei primi e condividevano un sistema economico simile. Gli irochesi erano un popolo prevalentemente dedito all'agricoltura, si occupavano della raccolta delle “Tre Sorelle” comunemente coltivate dai gruppi di Nativi americani: mais, fagioli, e zucca. Essi svilupparono alcune usanze culturali collegate con il loro stile di vita, per esempio idee riguardanti la natura e la gestione della proprietà.
Gli irochesi svilupparono un sistema economico molto diverso da quello ora dominante nel mondo occidentale, caratterizzato da elementi quali la proprietà comune dei terreni, la divisione del lavoro in base al sesso ed un commercio basato principalmente sull'economia del dono.
Il contatto con gli europei agli inizi del XVII secolo ebbe un profondo impatto sull'economia irochese. All'inizio, divennero importanti partner commerciali, ma l'espansione degli insediamenti europei sconvolse l'equilibrio dell'economia irochese. Nel 1800 gli irochesi erano ormai confinati in riserve e dovettero adattare il loro sistema economico tradizionale. Nel XX secolo alcuni dei gruppi irochesi si avvantaggiarono del proprio status indipendente nelle riserve ed aprirono dei casinò Indiani. Altri irochesi si sono direttamente integrati nelle economie esterne alle riserve.

## Proprietà della terra

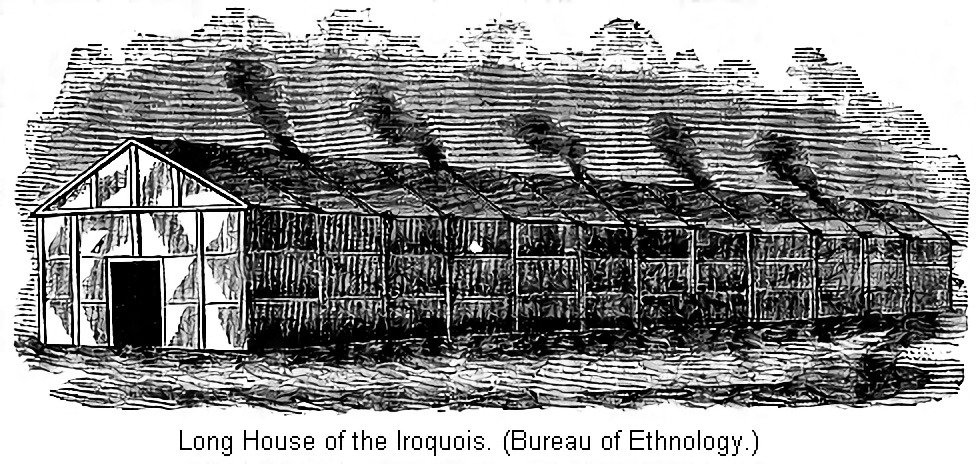
Longhouse irochese in grado di ospitare diverse centinaia di persone.

Gli Uroni avevano un sistema di proprietà comune dei terreni. Il missionario cattolico francese Gabriel Sagard ne descrisse le caratteristiche fondamentali dicendo che disponevano di “tutta la terra di cui avevano bisogno”. Di conseguenza essi potevano dare alle famiglie dei terreni privati e continuare comunque a disporre di una grande quantità di terra in eccesso che era posseduta da tutta la comunità. Ogni Urone era libero di disboscare un qualsiasi terreno e di coltivarlo; ne avrebbe mantenuto il possesso fino a quando avesse continuato a coltivarlo attivamente e a prendersi cura dei campi. In caso di abbandono del terreno, esso ritornava ad essere un possedimento comune ed ognuno poteva prenderlo per sé. Sebbene gli Uroni sembrassero avere terreni designati per i singoli proprietari, questa forma di possesso è di scarsa rilevanza; il collocamento di recipienti per la conservazione del grano nelle longhouse, che ospitavano diverse famiglie imparentate tra loro, suggerisce che gli occupanti di ogni abitazione gestissero la produzione in comune.
Gli irochesi avevano un sistema simile di distribuzione comune delle terre. La tribù possedeva tutti i terreni ma cedeva appezzamenti ai diversi clan affinché li distribuissero ulteriormente tra i vari nuclei abitativi per la coltivazione. La terra veniva distribuita tra le famiglie ogni due o tre anni e un clan poteva chiedere una ridistribuzione degli appezzamenti quando si riuniva il Consiglio delle Madri del Clan. Quei clan che avessero abusato della terra in concessione o altrimenti che non se ne fossero presi cura sarebbero stati avvertiti e infine puniti dal Consiglio, che avrebbe provveduto ad una ridistribuzione di tali terre agli altri clan. Della proprietà terriera si preoccupavano solamente le donne, dato che la coltivazione dei campi era compito loro e non degli uomini.
Il Consiglio delle Madri del Clan riservava inoltre determinate zone di terra per la lavorazione comune da parte di tutte le donne di tutti i diversi clan. Il cibo ricavato da questi terreni, chiamato kěndiǔ"gwǎ'ge' hodi'yěn'tho, sarebbe stato usato per le feste e per le grandi riunioni del Consiglio.

## La divisione del lavoro: campi e foreste
La divisione del lavoro riflette la divisione dualistica tipica della cultura irochese: gli dei gemelli Sapling (est) e Flint (ovest) rappresentano l'idea dualistica di due metà complementari. Il dualismo era applicato al lavoro nella forma in cui ognuno dei due sessi acquisiva un ruolo chiaramente definito che completasse i compiti dell'altro. Le donne svolgevano tutto il lavoro relativo ai campi mentre gli uomini tutto ciò che si collegava alla foresta, compresa la fabbricazione di qualsiasi oggetto in legno. Gli uomini irochesi erano responsabili della caccia, del commercio e del combattimento, mentre le donne si occupavano dell'agricoltura, della raccolta del cibo e dei lavori domestici. Questa assegnazione dei compiti in base al sesso era la maniera predominante con cui si divideva il lavoro nella società irochese. Al momento del contatto con gli europei, le donne irochesi producevano circa il 65% dei beni e gli uomini il restante 35%. La produzione combinata di cibo rendeva la fame e le carestie eventi estremamente rari, i primi europei spesso invidiarono il successo degli Irochesi nella produzione del cibo.
Il sistema lavorativo irochese corrispondeva al loro sistema di proprietà terriera. Così come condividevano la proprietà della terra, gli irochesi condividevano anche il lavoro. Le donne svolgevano i compiti più difficili in grandi gruppi, andando di campo in campo aiutandosi a vicenda a lavorare la terra dell'una e dell'altra. Seminavano anche i campi insieme, mentre una “signora del campo” distribuiva un determinato ammontare di semi ad ogni donna. Le donne irochesi di ogni gruppo di coltivatrici sceglievano un membro del gruppo, anziano ma anche attivo, perché fosse il leader per un anno e accettavano di seguire i suoi ordini. Le donne svolgevano anche altri compiti collettivamente. Esse tagliavano ognuna la propria quantità di legno, ma il loro leader ne sorvegliava il trasporto collettivo al villaggio. I clan delle donne si occupavano inoltre di altri lavori e, secondo Mary Jemison, una donna bianca integrata fra gli Indiani, lo sforzo collettivo evitava “ogni gelosia che una poteva provare per aver fatto più o meno lavoro di qualcun'altra.”

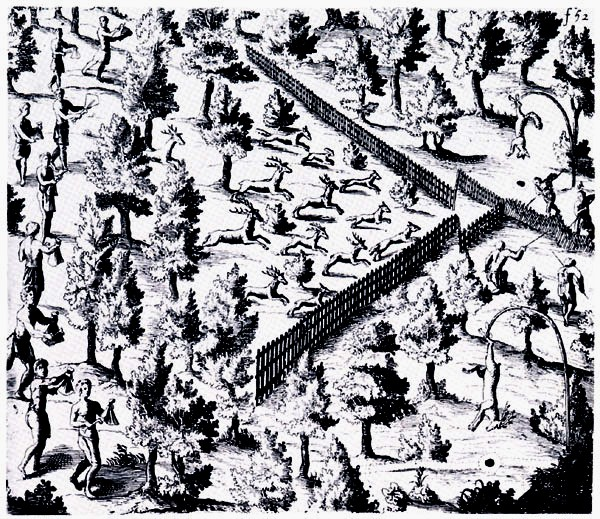
Schizzo di Samuel de Champlain di una caccia al cervo Urone; gli uomini Uroni fanno rumore e dirigono gli animali verso la parte più stretta di uno steccato a forma di V dove sono catturati ed uccisi.

Anche l'organizzazione degli uomini irochesi era improntata alla cooperazione. Com'è ovvio pensare, gli uomini agivano collettivamente durante le operazioni militari, dato che ha poco senso che un individuo combatta completamente solo in battaglia. Gli altri lavori degli uomini, come la caccia e la pesca, contenevano elementi cooperativi simili alla cooperazione delle donne. Tuttavia, gli uomini differivano dalle donne per il fatto che si organizzavano più spesso nella forma di villaggio che in quella di clan. Gli uomini organizzavano battute di caccia dove, grazie ad un'ampia cooperazione, riuscivano ad uccidere grandi quantità di selvaggina. Un resoconto diretto ci racconta di un grande gruppo di cacciatori che costruì un esteso recinto nella foresta a forma di “V”. I cacciatori poi bruciarono la foresta dal lato aperto della “V”, costringendo gli animali a muoversi verso il punto in cui i cacciatori del villaggio aspettavano di nascosto. Con questa tattica si uccidevano fino ad un centinaio di cervi alla volta.

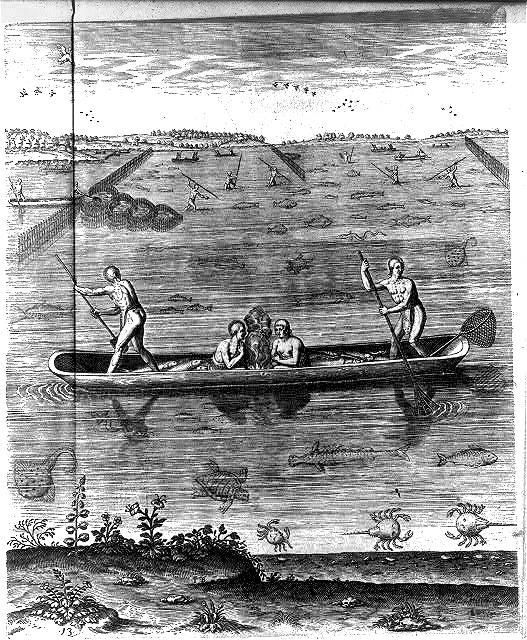
Nativi americani di una tribù sconosciuta che pescano in una maniera simile agli irochesi.

Gli uomini si occupavano anche della pesca in grandi gruppi. Si svolgevano spesso massicce spedizioni di pescatori nelle quali uomini in canoe con trappole e reti percorrevano interi torrenti per catturare grandi quantità di pesci, spesso un migliaio in mezza giornata. Le prede di una battuta di caccia o di pesca erano considerate proprietà comune ed erano divise tra i membri del gruppo dal leader o portate al villaggio per un banchetto. Caccia e pesca non erano sempre attività cooperative, ma gli irochesi erano soliti ottenere migliori risultati in gruppo che da soli.

## Commercio
La produzione cooperativa e la distribuzione comune di beni rese il commercio interno alla Confederazione irochese inutile, ma il commercio esterno con le tribù di quelle regioni dove si producevano risorse che mancavano agli irochesi aveva un senso. Gli irochesi scambiavano il granturco ed il tabacco in eccesso con le pellicce delle tribù del nord e con i wampum delle tribù dell'est. Gli irochesi utilizzavano le donazioni più di ogni altra forma di scambio. Esse riflettevano la reciprocità della società irochese. Lo scambio iniziava con un clan che dava ad un'altra tribù o clan un regalo aspettandosi un qualsiasi prodotto utile in cambio. Questa forma di commercio si lega alla tendenza della cultura irochese di condividere la proprietà e di cooperare nel lavoro. In ogni caso non si fa nessun accordo esplicito, ma un servizio è reso alla comunità o a un membro della stessa con l'aspettativa che la comunità o l'individuo ricambino. Il commercio esterno offrì una delle poche opportunità per l'impresa individuale nella società irochese. Una persona che avesse scoperto una nuova rotta commerciale avrebbe avuto il diritto esclusivo di commerciare lungo lo stesso percorso in futuro. Spesso i clan collettivizzavano le rotte commerciali per guadagnare il monopolio in alcune tipologie di commercio.

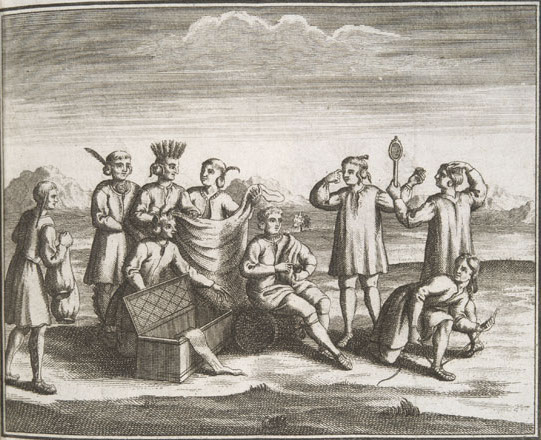
Irochesi con beni occidentali, presumibilmente acquisiti con il commercio (incisione francese, 1722)

L'arrivo degli europei creò la possibilità di espandere moltissimo il commercio. C'era una forte domanda di pellicce in Europa e le si poteva comprare a poco prezzo dagli Indiani in cambio di beni che essi non potevano produrre in proprio. Il commercio non sempre portò benefici ai Nativi. Gli inglesi si avvantaggiarono della cultura basata sui doni. Inondarono gli irochesi di beni europei, rendendoli dipendenti da oggetti come fucili ed asce di metallo. Gli irochesi, dopo che ebbero abbandonato le loro vecchie armi, non ebbero così altra scelta se non quella di commerciare per ottenere polvere da sparo. Gli inglesi usarono prevalentemente questi doni per guadagnare supporto da parte degli irochesi nei combattimenti contro i francesi. Gli irochesi scambiavano le proprie merci anche per l'alcool, una sostanza che non conoscevano prima dell'arrivo degli europei. Alla fine ciò portò effetti molto negativi sulla società irochese. Nel 1753 il problema divenne così grave che Scarrooyady, un capo irochese, dovette presentare una petizione al governatore della Pennsylvania perché intervenisse nel commercio: "I vostri commercianti ci portano ormai solo rum e farina; ci portano poca polvere da sparo e piombo, o altri beni di valore... e si prendono tutte le pelli che dovrebbero essere utilizzate per pagare i debiti che abbiamo contratto per i beni dei mercanti onesti; in questo modo roviniamo non solo noi stessi ma anche loro. Questi sciagurati venditori di whiskey, dopo aver inizialmente introdotto gli Indiani al liquore, li hanno persino indotti a vendere in cambio i loro stessi vestiti. Se questa pratica continuasse saremmo in breve tempo rovinati."

## Riflessi nella cultura e nella società
La struttura economica irochese contribuì allo sviluppo di un'etica della proprietà e del lavoro unica. Il rischio di subire furti era quasi inesistente, dato che gli individui possedevano poco altro oltre agli utensili ed agli attrezzi di base che, vista la loro ampia diffusione, avevano scarso valore. Gli unici beni abbastanza preziosi per poter essere rubati erano i wampum. Sebbene una società libera dai furti sia degna di grande rispetto, i sistemi di proprietà comune come quello irochese sono spesso criticati per dare scarsi incentivi ai lavoratori. Gli irochesi però ovviarono alla mancanza degli incentivi individuali sviluppando una comune etica del lavoro. Produttività divenne sinonimo di virtù. L'uomo irochese ideale era un guerriero valoroso ed un cacciatore produttivo, la donna perfetta eccelleva in agricoltura e lavori domestici. Enfatizzando l'utilità dell'apporto di ogni individuo per la società, gli irochesi crearono una mentalità che incoraggiava il contributo dei singoli anche se i benefici ricevuti non erano correlati all'impegno nel lavoro.
Si potrebbe pensare che una conseguenza del sistema di proprietà collettiva irochese fosse una cultura priva di individualità. Tuttavia, gli irochesi avevano una forte tradizione di responsabilità autonoma; agli uomini si insegnava ad essere autodisciplinati, indipendenti, responsabili e stoici. Gli irochesi cercavano di eliminare ogni sensazione di dipendenza durante l'infanzia e di promuovere desideri di autonomia. Allo stesso tempo, i bambini dovevano però partecipare alla cultura collettiva; l'educazione della prole era quindi un misto tra individualismo e spirito comunitario, quest'ultimo soprattutto per quanto riguarda il lavoro.

## Economia moderna
Molti irochesi si sono pienamente integrati nei sistemi economici occidentali di Stati Uniti e Canada, che confinano con i loro territori. Altri invece sono rimasti più isolati nelle riserve. Tuttavia ormai, a prescindere dal coinvolgimento più o meno diretto con il mondo esterno, la quasi totalità dell'economia irochese è fortemente influenzata dalle economie nazionali e mondiali. Gli irochesi hanno partecipato per più di cento anni all'industria della costruzione dell'acciaio, molti uomini degli stati Mohawk hanno lavorato a progetti come l'Empire State Building ed il World Trade Center. Nonostante la situazione economica all'interno di alcune riserve sia desolante, per esempio la parte statunitense della riserva Mohawk ha recentemente registrato un tasso di disoccupazione pari al 46 per cento, molte di esse hanno avviato imprese di successo. La riserva Seneca contiene la città di Salamanca, un importante centro dell'industria del legno con una popolazione di Nativi americani pari al 13 per cento. I Seneca inoltre si avvantaggiano del loro status di riserva indipendente per vendere benzina e sigarette esentasse e per ospitare sale da Bingo con alti limiti di puntata; hanno anche aperto due casinò Indiani, uno a Niagara Falls, il Seneca Niagara Casino & Hotel, ed uno a Salamanca, il Seneca Allegany Casino, entrambi nello Stato di New York. Nel 2007 è stato inaugurato un terzo casinò gestito dai Seneca a Buffalo, chiamato Seneca Buffalo Creek Casino.
Anche gli Oneida gestiscono dei casinò nelle loro riserve, situate negli Stati di New York e del Wisconsin, in quest'ultimo essi costituiscono un'importante fonte di impiego con più di 3.000 dipendenti, tra i quali 975 impegnati nel governo tribale. La tribù gestisce più di 16 milioni di dollari tra sussidi federali, privati ed una grande varietà di programmi, comprendenti anche quelli autorizzati dall'Indian Self-Determination and Education Assistance Act. Le iniziative imprenditoriali degli Oneida hanno portato milioni di dollari alla comunità e migliorato gli standard di vita.

### La terra dopo l'arrivo degli europei
Il sistema di gestione dei terreni irochese dovette cambiare con la venuta degli europei e l'isolamento forzato nelle riserve. Gli irochesi avevano un sistema di terreni posseduti in comune e liberi di essere usati da chiunque ne avesse bisogno. Sebbene questo sistema non fosse pienamente collettivo, dato che la terra veniva anche distribuita ai singoli gruppi familiari, gli irochesi non avevano la concezione occidentale di proprietà come commodity. Dopo che gli europei arrivarono e misero gli irochesi nelle riserve, i Nativi dovettero modificare il loro sistema di proprietà ed orientarlo verso un modello più occidentale. Nonostante l'influenza della cultura occidentale, gli irochesi hanno mantenuto un'idea unica della proprietà negli anni. L'irochese moderno Doug George-Kanentiio riassume così le sue percezioni sulla visione della proprietà degli irochesi: “Gli irochesi non hanno alcun diritto di richiedere del terreno per scopi puramente monetari. Il Nostro Creatore ci affidò le nostre terre indigene definendo delle regole molto specifiche per il loro utilizzo. Siamo custodi della nostra Madre Terra, non signori dei terreni. Le nostre richieste valgono solo finché viviamo in pace ed armonia su di lei."
Nel 1981, in una dichiarazione del Consiglio dei Capi irochese (o Haudenosaunee) si espressero opinioni simili. Il Consiglio distinse il “concetto di proprietà terriera degli europei” dalla visione irochese secondo la quale “la terra è sacra” e “fu creata per tutti in modo da essere utilizzata per sempre; non per essere sfruttata solamente da questa generazione." La terra non è solo una commodity e “in nessun caso è in vendita.” La dichiarazione prosegue così: "Secondo la legge Haudenosaunee, Gayanerkowa, la terra è posseduta dalle donne di ogni clan. Sono le donne ad essere le principali responsabili della terra, esse la coltivano e se ne prendono cura per le future generazioni. Quando si formò la Confederazione, le nazioni divise si unirono. Il territorio di ogni nazione divenne Confederazione anche se ogni nazione ha continuato ad avere un interesse speciale nel proprio territorio storico." La dichiarazione del Consiglio riflette la persistenza di un'unica idea della proprietà tra gli irochesi.
Il sistema del Grand River Iroquois (due riserve irochesi in Canada) integrò la tradizionale struttura della proprietà irochese con un nuovo stile di vita derivante dal confinamento nelle riserve. La riserva fu costituita con due atti nel diciottesimo secolo. Questi atti conferivano la proprietà delle terre appartenenti alla riserva alle Sei Nazioni degli irochesi. Ogni persona avrebbe poi potuto prendere una porzione di terreno dalla Confederazione con un contratto d'affitto perpetuo. L'idea irochese secondo cui si acquisiva il possesso del terreno se si provvedeva alla cura dello stesso e ne si perdeva il possesso se lo si abbandonava a sé stesso continuò ad esistere nelle leggi della riserva sulla proprietà. In un caso di contestazione di proprietà, il Consiglio irochese appoggiò il ricorrente, che aveva apportato migliorie al terreno e lo aveva coltivato, contro chi aveva abbandonato l'appezzamento. Le risorse naturali del terreno appartenevano all'intera tribù e non al proprietario del lotto. In un caso gli irochesi cedettero in affitto il diritto di estrarre pietra dal terreno ed applicarono royalty su tutta la produzione. Dopo la scoperta del gas naturale nella riserva, le Sei Nazioni si appropriarono direttamente dei pozzi di estrazione del gas e pagarono ai precedenti proprietari solo un risarcimento per i danni causati dall'estrazione. Questa situazione porta alla mente il sistema di distribuzione dei terreni precontatto secondo il quale le tribù erano proprietarie della terra e la distribuivano per l'uso ma non per un possesso incondizionato. Un altro esempio delle idee tradizionali degli irochesi sulla proprietà che si scontrano con la vita odierna degli Indiani si trova nell'acquisto di terreni dello stato di New York dalle tribù Seneca e Cayuga per la costruzione di un casinò. Il casinò divenne un'ulteriore fonte di entrate posseduta collettivamente. I Seneca-Cayuga possedevano già una sala bingo, una stazione di servizio ed una fabbrica di sigarette. L'organizzazione della proprietà della riserva negli ultimi anni riflette l'influenza delle idee di proprietà terriera precontatto.

### Imprese possedute e gestite da irochesi
- (EN) Oneida Enterprises - imprese della tribù Oneida
- (EN) Turning Stone Casino - gestito dagli Oneida a Verona, NY.
- (EN) Seneca Niagara Casino & Hotel - gestito dai Seneca a Niagara Falls, NY
- (EN) Seneca Allegany Casino - gestito dai Seneca a Salamanca, NY.